# Isobutylvinylether
Isobutylvinylether ist eine organische chemische Verbindung aus der Gruppe der Enolether. Sie liegt in Form einer farblosen Flüssigkeit vor.

## Geschichte
Im Zweiten Weltkrieg wurde Isobutylvinylether als Treibstoffbestandteil der deutschen Wasserfall-Rakete verwendet.

## Gewinnung und Darstellung
Isobutylvinylether kann durch Reppe-Synthese aus Isobutanol und Ethin gewonnen werden.

## Eigenschaften
Isobutylvinylether hat eine Viskosität von 0,48 mPa・s bei 5 °C.

## Verwendung
Isobutylvinylether wird als Reaktivverdünner bei der Hybrid-Strahlenhärtung sowie als Zwischenprodukt zur Herstellung für Polymere (z. B. Polyisobutylvinylether) und anderen chemische Verbindungen verwendet.

## Sicherheitshinweise
Isobutylvinylether ist bei erhöhter Temperatur chemisch instabil und neigt zur spontanen Polymerisation. Zur Stabilisierung wird deshalb häufig 0,1 % Kaliumhydroxid oder DEA zugesetzt. Es bildet an Luft explosionsfähiges Peroxid (Flammpunkt: −9 °C, Zündtemperatur: 205 °C).